# Culatello con cotenna

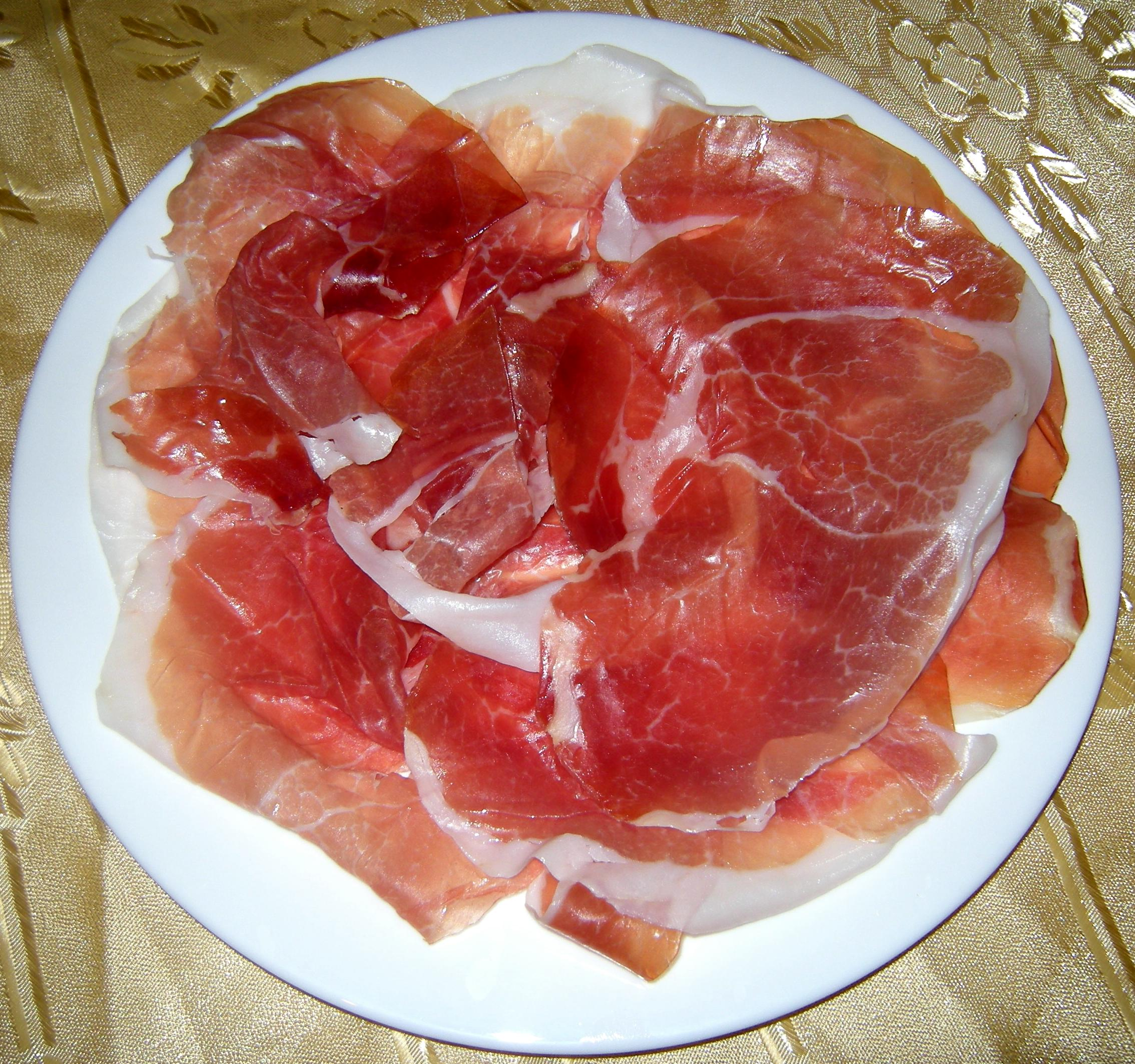
Culatello con cotenna affettato

 Il culatello con cotenna, noto anche col nome di culatta o di culaccia, è un salume tipico dell'Emilia occidentale in special modo delle province di Parma e Piacenza. Pur essendo simile per molti aspetti al Culatello di Zibello, se ne discosta principalmente per il fatto che non è insaccato, ma sugnato come il prosciutto: un lato è coperto dalla cotenna, mentre sull'altro viene aggiunta la sugna.

## Preparazione
Il culatello con cotenna si ottiene partendo dalla coscia posteriore del suino, dalla quale si ricava il prosciutto crudo. Ma dopo aver disossato la coscia, viene preso solo il taglio che coincide con quello del culatello (ovvero, la natica), senza però privarlo della naturale cotenna.
Il pezzo viene quindi legato a mano, fino ad assumere la forma caratteristica e quindi viene salato, speziato con aromi e massaggiato.
Terminata la salatura, il culatello di cotenna viene fatto riposare per 15 giorni in celle frigorifere affinché tutto il pezzo di carne prenda il sale e si insaporisca. Dopo due settimane viene prelevato dalle celle, viene ripulito dai sali e dagli aromi in eccesso e poi viene messo in una rete.
A questo punto lo si lascia riposare in celle climatizzate con temperature inizialmente di 24 °C che progressivamente si riducono a 16 °C. La fase di asciugatura dura dai due ai tre mesi, terminati i quali si passa alla fase di stagionatura vera e propria, che avviene in cantine naturali e che può durare da un minimo di 12 a circa 18 mesi.

## Utilizzo
Il culatello con cotenna può essere considerato una via intermedia fra il culatello di Zibello e il prosciutto di Parma, senza però avere il sapore né dell'uno né dell'altro, ma un gusto proprio, distinto, che si apprezza maggiormente affettandolo sottile, accompagnato da pane e burro fresco o in associazione alla torta fritta. Accompagnato da vino rosso locale come il Gutturnio, è ottimo per aperitivi o come antipasti.
Il prodotto non contiene coloranti, conservanti, né additivi. E mediamente, 100 g di culatta contengono il 47% di acqua, il 30% di proteine, il 22% di grassi e circa il 5% di sale.